# Pelle Køster
Pelle Køster Mikkelsen, né le 25 avril 2003 à Copenhague, est un coureur cycliste danois. Il est membre de l'équipe Decathlon AG2R La Mondiale Development.

## Biographie
Pelle Køster participe à ses premières compétitions cyclistes durant son enfance avec l'Amager Cykle Ring. En 2019, il évolue sous les couleurs de l'Arbejdernes Bicykle Club. L'année suivante, il intègre la Team Audi Cycling Elite Copenhagen. Durant cette saison, il termine notamment quatrième du contre-la-montre et septième de la course en ligne aux championnats du Danemark juniors. 
En 2021, il se classe à nouveau quatrième du championnat du Danemark du contre-la-montre juniors. Il est également sélectionné en équipe nationale. Deux ans plus tard, il se distingue sur le circuit danois en obtenant plusieurs victoires et diverses places d'honneur. Il rejoint ensuite l'équipe continentale ColoQuick en 2024. Au printemps, il devient champion du Danemark sur route dans la catégorie des espoirs,. Il se distingue aussi à l'automne en prenant la deuxième place de Paris-Tours espoirs.
En 2025, il rejoint la formation Decathlon AG2R La Mondiale Development.

## Palmarès et résultats

### Palmarès par année
- 2021
  -  Champion du Danemark du contre-la-montre par équipes juniors
  - Youth Tour :
    - Classement général
    - 2e étape (contre-la-montre)
- 2023
  - Campione og Greve
  - Campione SM Linjeløb
  - CK Nordsjælland Linjeløb
- 2024
  -  Champion du Danemark sur route espoirs
  - Sydkysten Race
  - 2e de Paris-Tours espoirs

### Classements mondiaux
| Année                                 | 2022  | 2023  | 2024 |
| ------------------------------------- | ----- | ----- | ---- |
| Classement mondial                    | 2511e | 2701e | 773e |
| UCI Europe Tour                       | 1535e | 1610e | nc   |
|                                       |       |       |      |
| Légende : nc = non classéSource : UCI |       |       |      |